# Josef Zehnder (Verleger)
Josef Zehnder (* 23. Dezember 1810 in Birmenstorf; † 26. April 1896 in Baden) war ein Schweizer Verleger, Journalist, Buchdrucker und Politiker. Er gründete mehrere Zeitungen, darunter das Badener Tagblatt, und war einer der einflussreichsten liberalen Meinungsmacher im Kanton Aargau. Von 1863 bis 1881 amtierte er als Stadtammann von Baden, von 1844 bis 1850 sowie von 1864 bis 1884 war er Mitglied des Grossen Rates.

## Biografie

### Publizistik
Er war der Sohn des Bauern Johann Zehnder, eines Mitglieds des Aargauer Grossen Rates und Gemeindeammanns von Birmenstorf. Nachdem Josef Zehnder den Lehramtskandidatenkurs absolviert hatte, wurde er im Alter von 18 Jahren Lehrer in Birmenstorf. Um seinen geringen Lohn aufzubessern, erlernte er zusätzlich das Buchbinden und verkaufte im Nebenverdienst Bücher; später begann er diese im Haus seiner Eltern selbst zu drucken. Dabei handelte es sich überwiegend um Nach- und Raubdrucke.
1835 zog Zehnder nach Baden um, wo er eine Druckerei und eine Buchhandlung eröffnete. Damals bildete sich ein Konsortium von radikal-liberalen Politikern. Sie befürchteten, dass sich Baden zu einem Zentrum des Ultramontanismus entwickeln könnte, falls nicht bald eine Zeitung gegründet würde, die ihr Gedankengut verbreitet. Das Konsortium wandte sich an Zehnder, der 1836 Druck und Verlag der Aargauer Volkszeitung übernahm. Die Redaktion besorgte unter anderem der geflohene deutsche Burschenschafter Karl Weddo von Glümer.
Die Volkszeitung stellte nach drei Jahren aus finanziellen Gründen ihr Erscheinen ein. Zehnder gründete daraufhin Mitte 1839 die Aargauer Zeitung, die er als ihre direkte Nachfolgerin bezeichnete. Neu betätigte er sich zusätzlich als Redaktor. Er wandte sich konsequent gegen die Katholisch-Konservativen, wobei er vor Schmähungen und Beschimpfungen nicht zurückschreckte. Nur ein Jahr später ersetzte er diese Publikation durch die Schweizerische Dorfzeitung, in der er gegen Klöster und Jesuiten Stimmung machte sowie die Freischarenzüge unterstützte. Darüber hinaus diente sie dazu, mit einfacher Sprache liberales Gedankengut in der ländlichen Bevölkerung zu verbreiten.
Zehnder heiratete 1842 Maria Windlein, die bereits zwei Jahre später starb. 1845 folgte die Heirat mit Anna Barbara Wanger. Seine zahlreichen Feinde im katholisch-konservativen Lager verunglimpften die Dorfzeitung als «Seelenmörderzeitung». Ein besonders tiefes Zerwürfnis bestand mit dem konkurrierenden Verleger Johann Nepomuk Schleuniger. Zehnder führte gegen ihn eine aggressive Verleumdungskampagne, bis dieser 1844 seine Lehrerstelle aufgeben musste und nach Luzern ins Exil zog. Auch mit Schleunigers Nachfolger Xaver Wiederkehr war er zerstritten.
1848 gründete Zehnder die Neue Eidgenössische Zeitung, mit der er vergeblich versuchte, eine Tageszeitung von nationaler Ausstrahlung zu etablieren. 1856 verschmolz er sie mit dem Fremdenblatt (ein reines Mitteilungsblatt mit ausführlichen Gästelisten der Thermalbäder Badens) zum Tagblatt der Stadt Baden. An die Stelle der Dorfzeitung trat 1850 die Schweizerische Volkszeitung, die bis 1925 als Kopfblatt für die verschiedenen Zeitungen des Zehnder-Verlags diente. Schliesslich wurde das Tagblatt der Stadt Baden im Jahr 1870 in Badener Tagblatt umbenannt. Im Zehnder-Verlag erschienen darüber hinaus verschiedene unterhaltende Publikationen: Aargauisches Wochenblatt (1839), Das Plauderstäbchen (1842), die Sonntagsblätter (1852 bis 1910) und Der Bauernfreund (1862 bis 1868).

### Politik
Zehnder leitete 1838 in Gebenstorf eine Volksversammlung mit 5'000 Teilnehmern, welche die Revision der Kantonsverfassung zum Ziel hatte. Daraufhin wurde er zusammen mit seinem Vater verhaftet, nach einigen Tagen jedoch wieder freigelassen. Im Dezember 1840 sass er wegen Ehrverletzung weitere 13 Tage im Arrest. Dies hinderte die Kantonsregierung jedoch nicht daran, ihn zum nebenamtlichen Zuchthausverwalter zu wählen. 1844 wurde Zehnder in den Grossen Rat gewählt. Während des Sonderbundskriegs diente er als Hauptmann einer Schützenkompanie. 1850 musste er als Grossrat zurücktreten, nachdem die Dieboldsche Druckerei, die er fünf Jahre zuvor erworben hatte, in Konkurs gegangen war (nach damaligem Recht verlor er deswegen seine politischen Rechte). Seine dritte Ehefrau Barbara Surläuli, die er 1853 heiratete, beglich zwei Jahre später die Schulden, womit er rehabilitiert war.
1862 erhielt Zehnder das Bürgerrecht von Baden, 1863 wurde er zum Stadtammann gewählt, und 1864 zog er zum zweiten Mal in den Grossen Rat ein. Er war eng mit dem Kirchenkritiker Augustin Keller befreundet und vertrat während des Kulturkampfs der 1870er Jahre kompromisslos den liberalen Standpunkt der Regierung. Während seiner Amtszeit entwickelte sich Baden zu einer Hochburg der linksliberalen demokratischen Bewegung, obschon er ihre Überzeugungen nicht teilte. Seiner Meinung nach würde der Ausbau der direkten Demokratie zu «politischer Liederlichkeit» führen.
In der Verkehrspolitik war Zehnder jedoch ganz auf der Seite der Demokraten und unterstützte vorbehaltlos das Projekt der Schweizerischen Nationalbahn. In zahlreichen Zeitungsartikeln griff er ihre Gegner scharf an, insbesondere die Neue Zürcher Zeitung, die dem mächtigen «Eisenbahnkönig» Alfred Escher nahestand. Für ihn stand ausser Frage, dass die Nationalbahn ein Erfolg würde, und er überzeugte 1873 die Gemeindeversammlung, eine finanzielle Beteiligung der Stadt zu genehmigen. Drei Jahre später kam eine Zusatzfinanzierung jedoch nicht zustande, obwohl er sich dafür eingesetzt hatte. Als die Nationalbahn 1878 in Konkurs ging und liquidiert werden musste, wandte sich Zehnder gegen seine früheren Weggefährten und behauptete, die Winterthurer Demokraten hätten die Badener zur Unterstützung des Bahnprojekts gedrängt.
Als Folge des Nationalbahn-Debakels verzichtete Zehnder 1881 auf eine erneute Kandidatur als Stadtammann, drei Jahre später trat er auch als Grossrat zurück. Über die Jahre war er politisch gemässigter geworden und näherte sich ein wenig den Katholisch-Konservativen an. Als Verleger unterstützte er die Verfassungsrevision von 1885, die eine Versöhnung zwischen den Konfessionen brachte. Gleichzeitig entfremdete er sich immer stärker von den Demokraten, die mit der von Josef Jäger herausgegebenen Zeitung Schweizerische Freie Presse eine neue Konkurrenz in Baden schufen. 1894 verkaufte Zehnder den Verlag an seinen Enkel Otto Wanner, verfasste aber bis zu seinem Tod weiterhin Artikel. Die Familie Wanner führt das aus dem Zehnder-Verlag hervorgegangene Medienunternehmen AZ Medien bis heute.